# الانتخابات الفرعية اللبنانية 2007
أقيمت في 5 آب 2007 انتخابات فرعية لاستبدال النائبين في البرلمان اللبناني بعد تعرضهما للاغتيال، وهما وليد عيدو من تيار المستقبل عن دائرة بيروت الثانية وبيار أمين الجميل من حزب الكتائب عن دائرة المتن.

## انتخابات بيروت
عن دائرة بيروت، ترشّح كل من:
- محمد الأمين عيتاني من تيار المستقبل (تحالف 14 آذار) — 22,988
- إبراهيم حلبي من حركة الشعب (تحالف 8 آذار) — 3,556
- زهير إبراهيم الخطيب — 75
- محمد رشيد محمد خير قردوحي — 13
- صالح محمد فروخ — 3
- ماهر محمد أبو الخدود — 0

فاز بالمقعد محمد الأمين عيتاني، المرشح من تيار المستقبل بزعامة سعد الحريري بأغبية مطلقة.

## انتخابات المتن
عن دائرة المتن، ترشّح كل من:
- كميل خوري من التيار الوطني الحر (تحالف 8 آذار) — 39,534
- الشيخ أمين الجميل من حزب الكتائب (تحالف 14 آذار) — 39,116
- جوزيف أسمر — 10

كميل خوري فاز بالمقعد بفارق ضئيل بعد حصوله على 39,534 صوت، أمام رئيس الجمهورية السابق أمين الجميل بـ 39,116 صوت. اتهم الجميل تحالف 8 آذار بتزوير الانتخابات.